# 亞歷山大·涅夫斯基主教座堂 (巴黎)

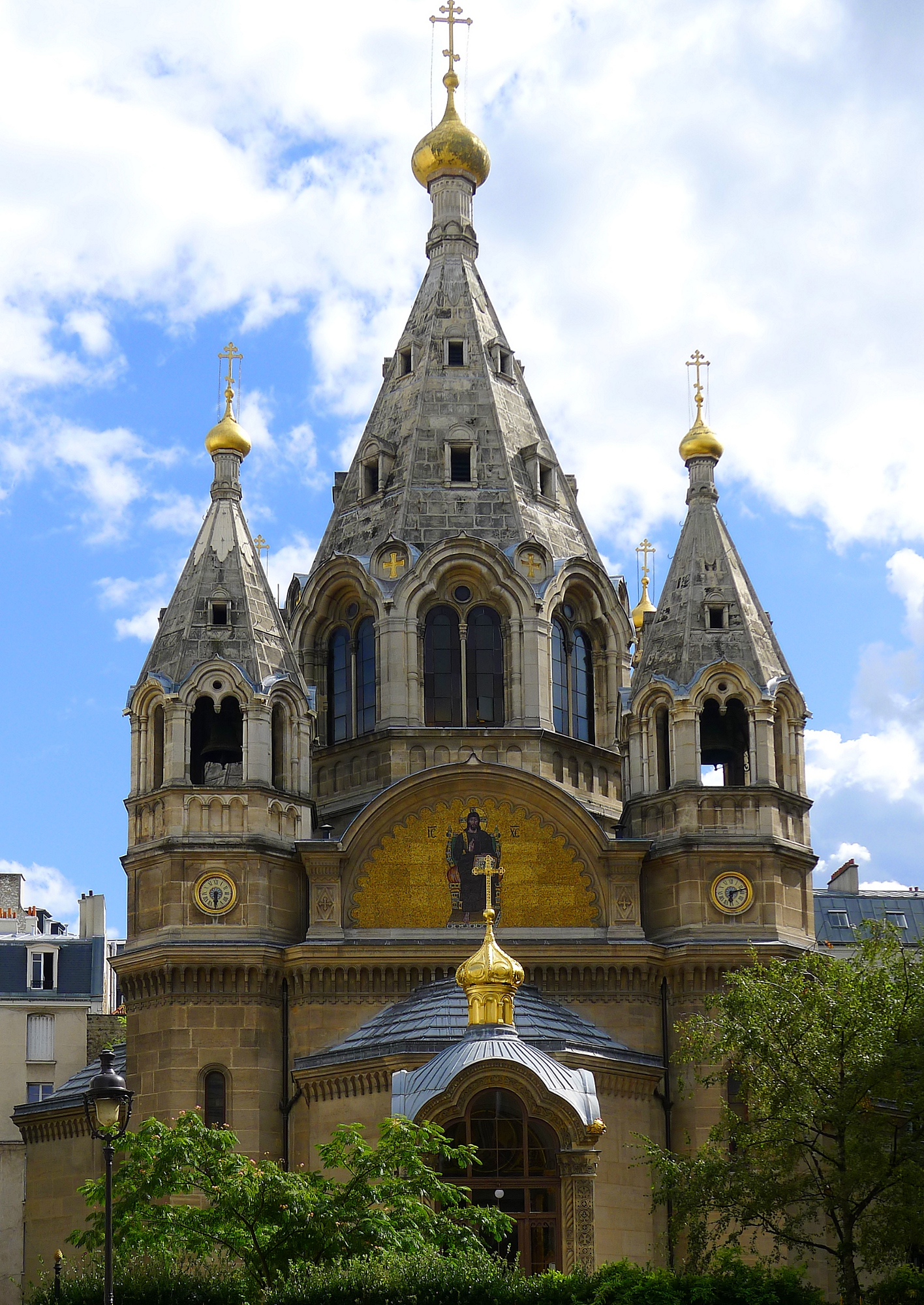

亞歷山大·涅夫斯基主教座堂（法語：Cathédrale Saint-Alexandre-Nevsky）是位於法國首都巴黎的一座俄羅斯正教會的教堂，位于巴黎第八区。